# Be Big!
Fii Bărbat! (în engleză Be Big!) este un film de comedie cu Stan și Bran, lansat în 1931. El are o durată de 28 de minute și era format din trei role. Filmul a fost regizat de James W. Horne, produs de Hal Roach și distribuit de Metro-Goldwyn-Mayer.

## Rezumat
Stan și Bran sunt vecini in aceeași clădire și sunt pe punctul de a pleca împreună cu soțiile lor in weekend in Atlantic City. Când pregătirile de plecare sunt aproape de a fi terminate, Bran primește un telefon de la prietenii lui de la club. Aceștia vor să organizeze in aceeași seară o petrecere in cinstea celor doi. Deși la început Bran e ferm hotărât să refuze invitația cedează in cele din urmă - programul serii fiind factorul hotârâtor.
Ca să poată rămâne acasă el simulează o durere de cap puternică și o stare de slăbiciune care l-ar impiedica sa meargă din acea seară in Atlantic City. Stan va rămâne cu el să-l îngrijească în timp ce soțiile lor i-au un taxi spre gară. Acolo află că trenul lor a plecat deja și nemaiavând altul până a doua a zi dimineață se hotărăsc să se întoarcă acasă. În acest timp cei doi încep pregătirile pentru a ieși în oraș, dar vor constata că o pereche de cizme mai mici decât trebuie sunt mai greu de scos din picioare decat de incălțat.

## Distribuție
- Stan Laurel - el-însuși (Stan)
- Oliver Hardy - el-însuși (Bran)
- Anita Garvin - doamna Laurel (necreditat)
- Jean De Briac - îmbrăcat extra (necreditat)
- Baldwin Cooke - Cookie (necreditat)
- Charlie Hall - băiatul cu clopoțel (necreditat)
- Chet Brandenburg - șofer de taxi (necreditat)